# یرمنووتسی
یرمنووتسی (به صربی: Jermenovci) یک منطقهٔ مسکونی در صربستان است که در Plandište municipality واقع شده‌است. یرمنووتسی ۹۰۵ نفر جمعیت دارد و ۷۶ متر بالاتر از سطح دریا واقع شده‌است.